# Georg Niebling
Georg Niebling (* 12. Mai 1915 in Sonneberg; † nach 1976) war ein deutscher Pädagoge, Kultursoziologe und Verlagsleiter.

## Leben und Wirken
Nach dem Schulbesuch studierte Niebling und promovierte zum Dr. phil. Danach war er von 1946 bis 1950 als planmäßiger Universitätsassistenz in Mainz tätig. Danach wechselte er an das Institut Sociol. in Paris. Nach seiner Rückkehr aus Frankreich wurde Verlagsleiter des Musterschmidt-Verlags in Göttingen. Später übernahm er zusätzlich die Funktion des Cheflektors.
Er war Mitglied der Goethe-Gesellschaft und beschäftigte sich mit Kunstsoziologe und Pädagogischer Soziologie.
Bekannt wurde er vor allem durch  Das große Buch der Anekdote, das in sieben Auflagen erschien.